# Stanisław Lizer
Stanisław Lizer (ur. 18 kwietnia 1940 w Lublinie) – polski prawnik, pracownik naukowy Wydziału Prawa i Administracji Uniwersytetu Śląskiego, działacz opozycji demokratycznej, wiceprzewodniczący Rady Miejskiej w Katowicach.

## Życiorys
Urodził się 18 kwietnia 1940 roku w Lublinie w rodzinie Teodora i Anieli. Ukończył I Liceum Ogólnokształcące im. Stanisława Staszica w Lublinie, oraz studia na Wydziale Prawa i Administracji Uniwersytetu Marii Curie-Skłodowskiej w Lublinie. 30 października 1974 roku uzyskał stopień doktora nauk prawnych na Wydziale Prawa i Administracji Uniwersytetu im. Adama Mickiewicza w Poznaniu nadany na podstawie obronionej rozprawy doktorskiej pt. Dowód z dokumentu w postępowaniu sądowym i arbitrażowym.
W okresie od 1 października 1970 roku do 30 września 2005 roku był adiunktem i starszym wykładowcą w Katedrze Prawa Gospodarczego i Handlowego na Wydziale Prawa i Administracji Uniwersytetu Śląskiego.
Należał do NSZZ „Solidarność”. W 1981 roku został mediatorem pomiędzy Międzyzakładową Komisją Robotniczą NSZZ „Solidarność” w Jastrzębiu-Zdroju a Międzyzakładowym Komitetem Założycielskim NSZZ „Solidarność” w Katowicach celem nakłonienia obu organizacji do podjęcia wspólnych działań. Był także doradcą prawnym NSZZ „Solidarność” Regionu Śląsko-Dąbrowskiego. Po wprowadzeniu stanu wojennego 13 grudnia 1981 roku włączył się w pomoc osobom internowanym i ich rodzinom, udzielając im pomocy prawnej i uczestnicząc w innych akcjach pomocowych. Przygotowywał także szereg opinii prawnych i propozycji działalności NSZZ „Solidarność”. W okresie od 6 marca 1982 roku do 1 maja 1986 roku otrzymał zastrzeżenie wyjazdu za granicę z uwagi jego rodzaj prowadzonej działalności oraz kontakty z opozycjonistami.
W wyborach samorządowych 27 maja 1990 roku uzyskał mandat radnego Rady Miejskiej w Katowicach starując z Komitetu Obywatelskiego „Solidarność”, zdobywając 1 513 ważnych głosów w okręgu wyborczym nr 4. 12 czerwca tego samego rodu został wybrany na jej wiceprzewodniczącego, a jako radny był członkiem Komicji Przemysłu i Handlu. W kolejnych wyborach samorządowych 19 czerwca 1994 roku nie ubiegał się o reelekcję.
Na początku maja 2011 roku był jednym z sygnatariuszy listu otwartego do ministra kultury i dziedzictwa narodowego Bogdana Zdrojewskiego w sprawie bierności i braku woli ze strony władz nad badaniem i popularyzowaniem wiedzy o polskim dziedzictwie na Górnym Śląsku. 27 listopada 2012 roku przekazał swoje archiwum czasopism 1981–1989 dyrektorowi katowickiego oddziału Instytutu Pamięci Narodowej Andrzejowi Drogoniowi.

## Odznaczenia
- Krzyż Wolności i Solidarności (2017)[12]
- Złoty Krzyż Zasługi (2018)[13]